# Langerijp
Langerijp is een buurtschap in het noorden van de Nederlandse provincie Groningen. De buurtschap ligt in de gemeente Eemsdelta aan de oostzijde van de Grote Heekt.
De naam rijp komt in Groningen vaker voor, onder andere bij Zeerijp, Lutjerijp bij Leermens, Oprijp bij Uithuizen, Ripa bij Warffum en het verdwenen Diurardasrip in Duurswold.
Oorspronkelijk hoorde Langerijp in zijn geheel tot het kerspel Holwierde. Het grootste deel werd later gevoegd bij het nieuwe kerspel Marsum, en werd bij het invoeren van de gemeenten in Nederland deel van de gemeente Appingedam. Slechts een huiswierde met een boerderij, ongeveer halverwege Appingedam en Holwierde, bleef bij Holwierde en werd in 1811 deel van de toenmalige gemeente Bierum. Vanaf de gemeentelijke herindeling van 1991 hoorde dit deel bij Delfzijl.
Groningen: Steden en dorpen      Nederland: Provincies · Gemeenten